# صموئيل بارون
صموئيل بارون (بالإنجليزية: Samuel Barron)‏ هو ضابط أمريكي، ولد في 25 سبتمبر 1765 في هامبتون في الولايات المتحدة، وتوفي بنفس المكان في 10 نوفمبر 1810.